# Hydraena latebricola
Hydraena latebricola är en skalbaggsart som beskrevs av Manfred A. Jäch 1986. Hydraena latebricola ingår i släktet Hydraena och familjen vattenbrynsbaggar. Inga underarter finns listade i Catalogue of Life.